# Stenus murphyanus
Stenus murphyanus är en skalbaggsart som beskrevs av Max Bernhauer. Stenus murphyanus ingår i släktet Stenus och familjen kortvingar. Inga underarter finns listade i Catalogue of Life.